# شياو

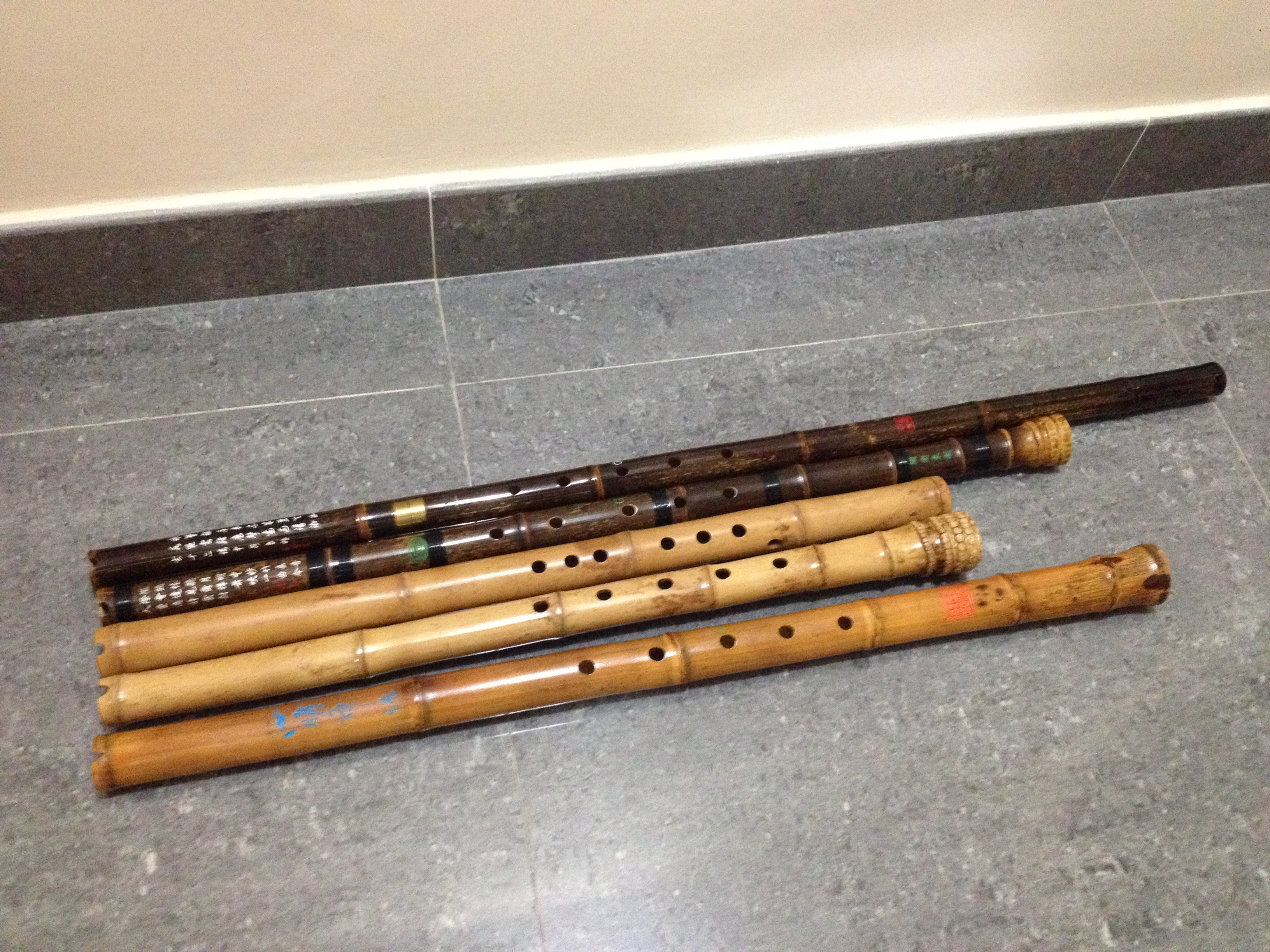

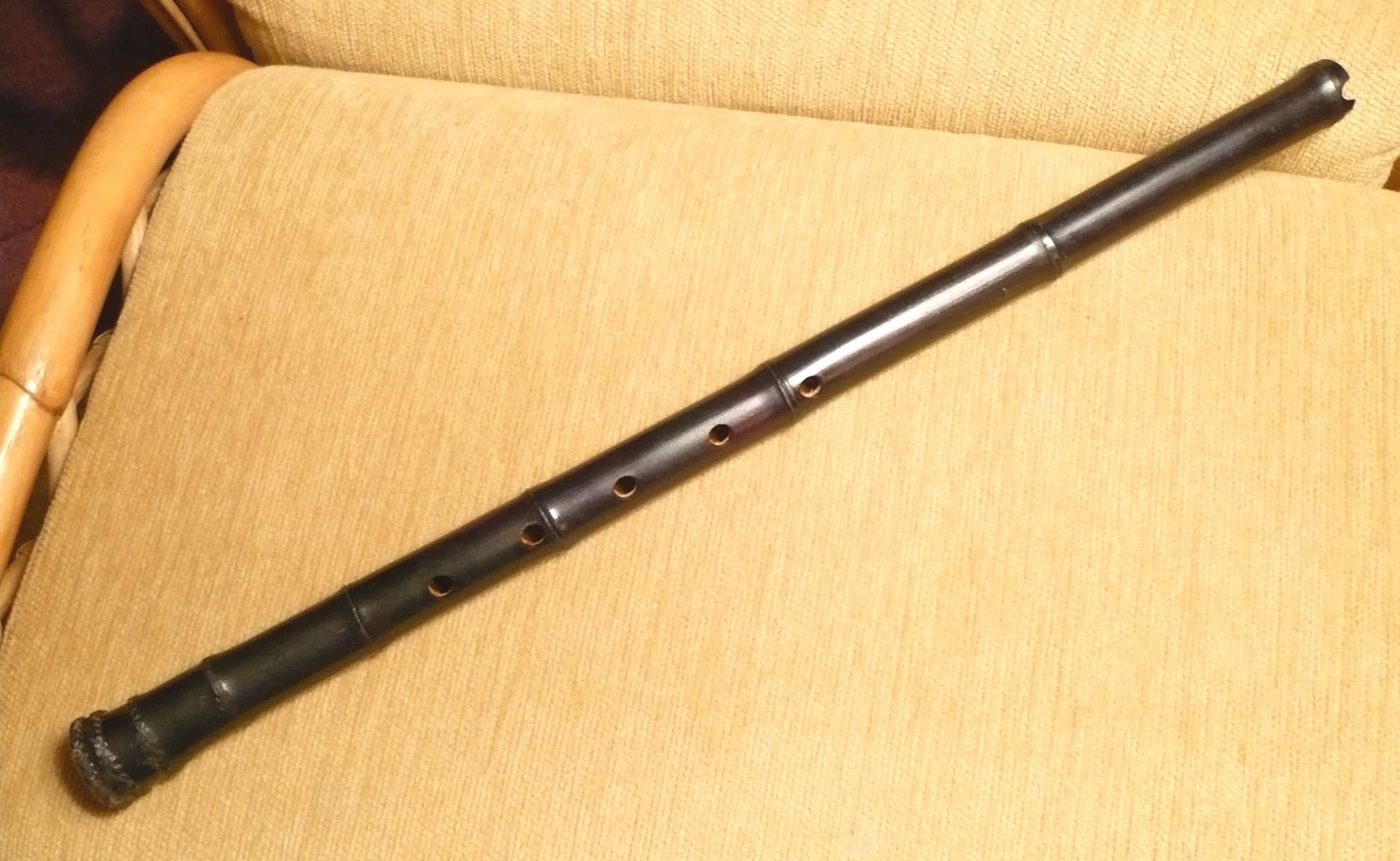
شياو تايوانية.

شياو تسمى آلة شياو ب«دونغ شياو» أيضاً هي آلة موسيقية نفخية صينية قديمة. فقد انتشرت آلة شياو وسط الشعب الصيني قبل آلاف السنين. وظهرت آلة شياو الحديثة في أسرة هان الملكية، وكانت تسمى ب«تشانغ دي» وهي آلة موسيقية لأهل قومية تشانغ التي تقطن في مقاطعتي سيتشوان وقانسو، ووصلت إلى حوض النهر الأصفر في القرن الواحد قبل الميلاد، وتطورت خلال قرون من التاريخ. وأصبحت آلة شياو الآن مزمار الصين الخيزراني العمودي ذا الفتحات الست أو الثماني.